# Mussomeli

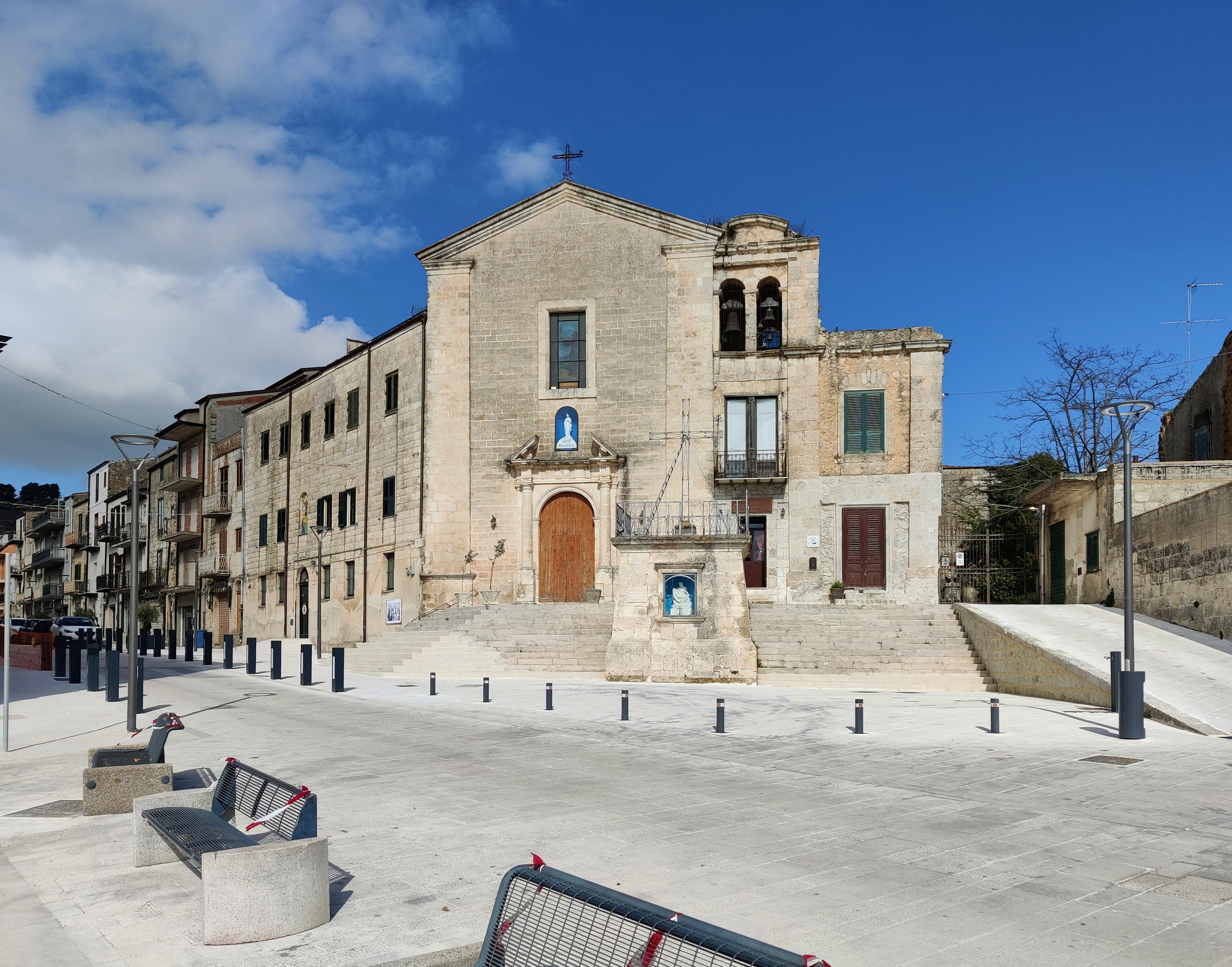
Piazza Umberto 1°

Mussomeli (Mussumeli in siciliano) è un comune italiano di 9 785 abitanti del libero consorzio comunale di Caltanissetta in Sicilia.

## Geografia fisica

### Territorio
Mussomeli sorge in una zona collinare interna, a est del fiume Platani, nella Sicilia centrale, essendo posta a 765 metri s.l.m. Dista 53 km da Agrigento, 58 km da Caltanissetta, 99 km da Enna, 199 km da Ragusa.

### Clima
Il clima è mediterraneo, con escursioni giornaliere notevoli d'inverno, caldo e ventilato d'estate.
Il vento è un elemento climatico della città. Nel periodo invernale sono presenti pochi episodi nevosi (notturni). Le piogge si concentrano nei mesi invernali e sono quasi del tutto assenti in estate.
La temperatura non varia molto, pur essendo localizzata in un territorio di alta collina: le massime invernali sono in media di 7-10 °C, mentre quelle estive di 26-31 °C (con punte di 35 °C e oltre); le minime variano dalla media di 3-5 °C invernale a quella di 15-20 °C estiva.

## Storia
Si presume che il territorio di Mussomeli sia stato abitato fin dall'epoca preellenica (prima del 1500 a.C.) dai Sicani e dai Siculi, attratti dalla sicurezza offerta dalla conformazione del territorio e dalla fertilità della terra. Ciò è testimoniato da numerose zone archeologiche nelle vicinanze del paese. Qualche migliaio di anni dopo, i Romani scelsero queste terre anche perché svolgevano durante le guerre un ruolo di raccordo tra il centro Sicilia e le coste.

Nel 1370 Manfredi di Chiaramonte inaugurò il Castello Manfredonico Chiaramontano di stile gotico-normanno che si innalza su una rupe fino a 778 metri: "Il nido D'Aquila".
La "Descriptio feudorum sub rege Friderico" del 1335 però registra che Giovanni 1° Chiaromonte ebbe in possesso "l'antica baronia di "Petra Musumeli" , capofila, insieme a Fabaria, San Giovanni, Muxaro, Rachalianovu e il casale di Comiso". (Confronta Antonino Marrone, Repertorio della feudalità siciliana, nell'elenco dei feudi, pag. 512, e nell'elenco dei feudatari, pag.146.)
Il 17 febbraio 1954, nel corso di una manifestazione contro il sindaco Giuseppe Sorce, che aveva firmato un controverso canone dell'acqua mai effettivamente entrato in vigore, i carabinieri, comandati dal maresciallo Giuseppe Sturiale, dispersero una folla di circa 2.500 persone con i candelotti lacrimogeni. Presi dal panico, i manifestanti fuggirono e si riversarono nei vicoli del paese. In un passaggio stretto si formò una calca che causò la morte per soffocamento di 4 manifestanti (Vincenza Messina, Onofria Pellitteri, Giuseppina Valenza e Giuseppe Cappalonga).

### Simboli
Lo stemma e il gonfalone sono stati concessi con decreto del presidente della Repubblica del 1º luglio 1952.
Le tre torri derivano dal blasone della nobile famiglia baronale de Castellar che avevano come emblema un castello d'argento torricellato di tre pezzi. Le api alludono all’etimologia del toponimo Mons mellis, cioè "Monte del miele", come anticamente veniva chiamata la zona dove è sorta Mussomeli. Il monogramma di Maria con la corona e le dodici stelle vennero aggiunte nel 1949 in occasione dell'arrivo a Mussomeli della statua della Madonna di Fatima.
Il gonfalone è un drappo di azzurro.

## Monumenti e luoghi d'interesse

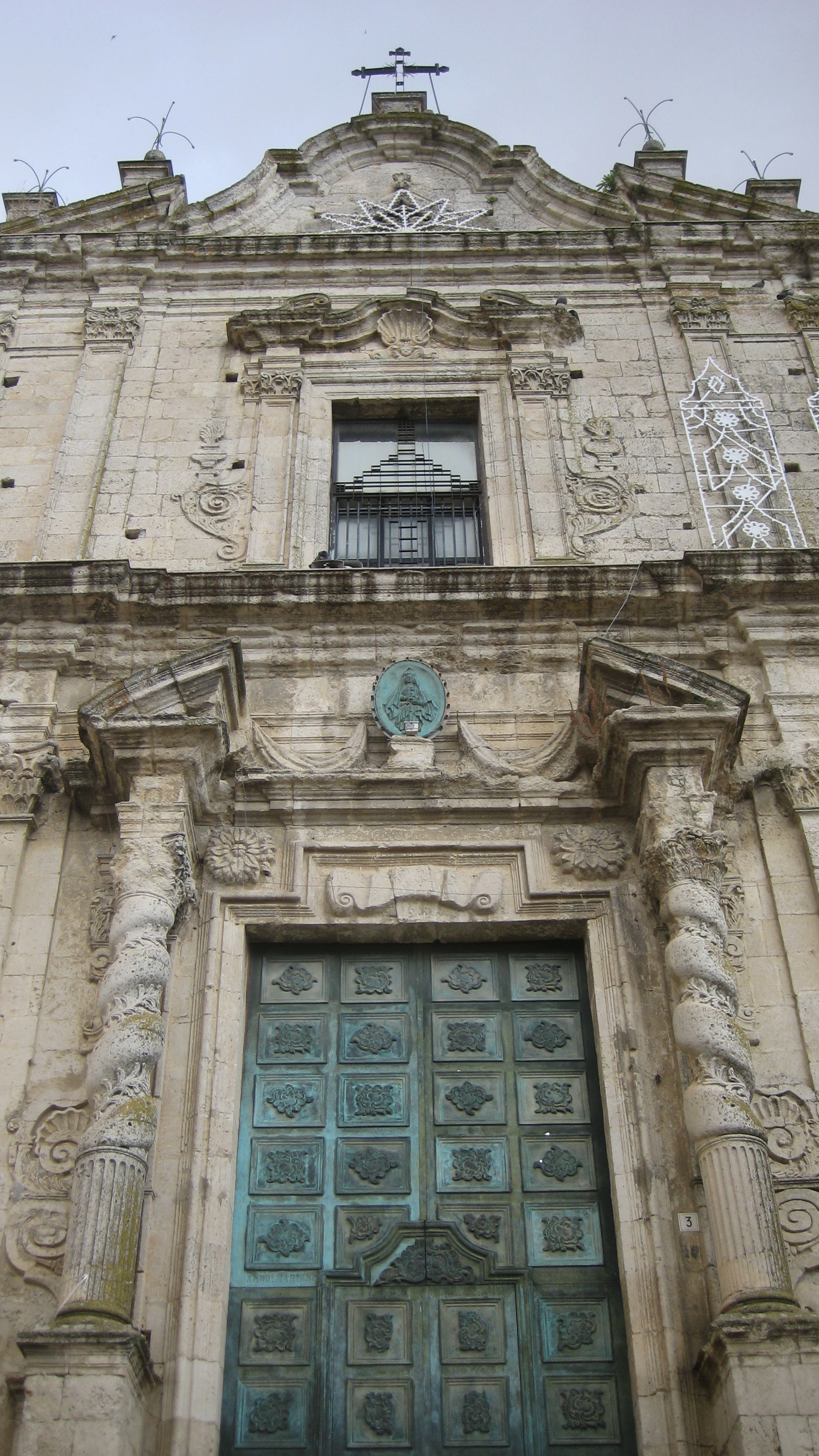
Santuario Mariano

### Architetture religiose
Numerose le chiese costruite nel corso dei secoli, tra cui la chiesa madre di San Ludovico e il Santuario dedicato a Maria SS. dei Miracoli (comunemente detto Chiesa della Madonna dei Miracoli, fondata da padre Francesco Langela, proveniente da una delle famiglie più nobili e potenti del paese), patrona della città, che si venera l'8 e il 15 settembre di ogni anno. Da ricordare anche l'attiguo chiostro (costruito poco più tardi dal nipote frate Nicola Langela), la Parrocchia di San Giovanni Battista e le chiese di San Francesco all'Immacolata, di Santa Maria, di Sant'Enrico, di Maria SS. del Carmelo, di Cristo Re e la recente Parrocchia Trasfigurazione di Santa Teresa al Castello. Alcune, le più antiche, sono tuttora chiuse a causa dell'inagibilità dei locali: fanno parte di questo gruppo la chiesa della Madonna di Trapani e di Santa Margherita.

### Architetture civili
- Castello Manfredonico a pochi chilometri dal centro cittadino.

Notevoli abitazioni nobiliari sono: 
- Palazzo dei Principi Lanza di Trabìa
- Palazzo dei Baroni Mistretta
- Palazzo Langela
- Palazzo Minneci
- Palazzo Sgadari adibito a Museo Archeologico, con resti da Polizzello e da Raffe.
- Torre Civica, costruita dalla famiglia Lanza nel 1533.

### Altro
- Sito Archeologico di Polizzello

## Società

### Evoluzione demografica
Abitanti censiti

## Cultura

Francobollo

Una parte consistente del romanzo Rex tremendae maiestatis di Valerio Evangelisti è ambientata nella Mussomeli del XIV secolo.

## Economia
L'economia del paese si basa quasi esclusivamente sull'agricoltura, si produce maggiormente grano, olio di oliva, vino e fichi. Un ruolo importante è l'allevamento di bovini e ovini, dai quali si ricavano prodotti caseari, come la ricotta. Il turismo si avvale soprattutto sul suo centro storico.

Nel passato era attiva la Solfara Mandradipiano.

## Amministrazione
Di seguito è presentata una tabella relativa alle amministrazioni che si sono succedute in questo comune.
| Periodo           | Periodo           | Primo cittadino        | Partito              | Carica              | Note  |
| ----------------- | ----------------- | ---------------------- | -------------------- | ------------------- | ----- |
| 28 giugno 1988    | 4 maggio 1992     | Rosario Rizzo          | Democrazia Cristiana | Sindaco             | [ 9 ] |
| 27 luglio 1992    | 18 settembre 1992 | Ferdinando Pioppo      |                      | Comm. regionale     | [ 9 ] |
| 18 settembre 1992 | 24 ottobre 1992   | Onofrio Zaccone        |                      | Comm. regionale     | [ 9 ] |
| 24 ottobre 1992   | 5 gennaio 1993    | Biagio Cannata         |                      | Comm. straordinario | [ 9 ] |
| 5 gennaio 1993    | 7 giugno 1993     | Pietro Paolo Pellerito |                      | Comm. straordinario | [ 9 ] |
| 15 giugno 1993    | 15 dicembre 1997  | Calogero Canalella     | -                    | Sindaco             | [ 9 ] |
| 15 gennaio 1996   | 24 giugno 1996    | Gaetano Mistretta      |                      | Comm. straordinario | [ 9 ] |
| 15 gennaio 1996   | 15 dicembre 1997  | Nicolò Scialabba       |                      | Comm. straordinario | [ 9 ] |
| 15 dicembre 1997  | 11 giugno 2002    | Salvatore Scannella    | centro-sinistra      | Sindaco             | [ 9 ] |
| 11 giugno 2002    | 29 maggio 2007    | Calogero Valenza       | centro-destra        | Sindaco             | [ 9 ] |
| 1º giugno 2007    | 1º giugno 2010    | Luigi Mancuso          | centro-destra        | Sindaco             | [ 9 ] |
| 1º giugno 2010    | 1º giugno 2015    | Salvatore Calà         | centro-sinistra      | Sindaco             | [ 9 ] |
| 1º giugno 2015    | in carica         | Giuseppe Catania       | centro-destra        | Sindaco             | [ 9 ] |

## Sport

### Calcio
La principale squadra di calcio della città è l'A.S.D. Mussomeli che milita nel girone A dell'Eccellenza Sicilia. I colori sociali sono il rosso e il blu. La squadra, fondata il 4 luglio 1975, disputa le sue partite interne allo stadio comunale Nino Caltagirone. Nella stagione 2019-20, la società decide di fondersi con il Campofranco calcio, dando vita alla ASD Sporting Vallone. Nell'estate del 2020 la società formalizza l'atto di fusione con la Nissa football club, storica compagine della città di Caltanissetta.
La città ha poi un'altra squadra che milita nel girone b della prima categoria: A.S.D. Don Bosco.
Nel calcio a 5 è attiva la A.S.D. Don Bosco Strauss Girls, squadra femminile che milita nel girone di Enna della Serie D della F.I.G.C.